# Салат с макаронами
Салат с макаронами (макаронный салат; англ. Pasta salad, Pasta fredda, итал. Insalata di pasta) — салат, приготовленный с одним или несколькими видами макарон, почти всегда охлажденный, заправленный уксусом, маслом или, чаще всего, майонезом в качестве соуса. Его подают в качестве закуски, гарнира или основного блюда. 

## Ингредиенты
Используемые ингредиенты широко варьируются в зависимости от региона, ресторана, сезонной доступности и предпочтений кулинара. Салат может быть простым, как холодные макароны, смешанные с майонезом и каким-то овощем, или сложным, как несколько видов пасты (макаронных изделий), смешанных с уксусом и различными свежими, консервированными или приготовленными ингредиентами. Могут быть использованы дополнительные виды пасты, такие как диталини. Среди ингредиентов наиболее часто встречаются овощи, бобовые, сыры, орехи, травы, специи, мясо, птица или морепродукты. Брокколи, морковь, кукуруза, огурцы, оливки, лук, фасоль, горох, сыры пармезан или фета — эти популярные ингредиенты, которые обычно можно найти в североамериканских салат-барах.

## Приготовление
Используемые макароны могут быть разных размеров, обычно предпочитают короткие. Часто рекомендуется ополаскивать пасту после приготовления, перед заправкой и подачей на стол. Причина этого состоит в том, чтобы удалить крахмал, и не дать ей слипаться. Альтернативой является добавление масла (например, оливкового) в макароны, либо после приготовления, либо добавление его в воду при варке макарон. Макароны также можно разложить для охлаждения, чтобы они не слипались из-за слоя масла на их поверхностях. Ветчина или колбасные изделия, сыры различных видов, обычно нарезаются кубиками, чтобы они могли хорошо смешиваться с макаронными изделиями.

## Особенности по странам

### Италия
В Италии салат с макаронами считается Primo piatto — первым блюдом, и употребляется в начале трапезы. Также может сопровождать аперитив или употребляться вне дома во время пикника, на работе или в школе во время обеденного перерыва. Салат из пасты считается весенним или летним блюдом, но его можно подавать круглый год.

### Филиппины
На Филиппинах салат с макаронами — десерт или закуска со слегка сладковатым вкусом. В отличие от западных вариантов салата с макаронами, для приготовления этого блюда обычно используют местное подслащённое желе, сыр, а также различные фрукты. Его обычно употребляют во время праздников, таких как Рождество и Новый год, а также на вечеринках. Распространённый вариант с добавлением измельчённой курицы известен как «салат с курицей» или «салат с курицей и макаронами».

### США
В США салат с макаронами чаще всего подаётся в качестве гарнира к барбекю, жареной курице или другим блюдам для пикника. Обычно его готовят с сырым нарезанным кубиками луком, укропом или маринованными огурцами и сельдереем и приправляют солью и перцем.
На Гавайях это блюдо нередко готовят на обед вместе с тёртым луком и очень мягкими макаронами. В Пуэрто-Рико салат из макарон может содержать майонез, горчицу, консервированный тунец, ветчину, лук, перцы кубанелле и пиментос.

## Галерея

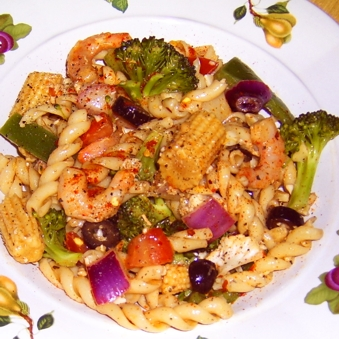
Макаронный салат с креветками, курицей и овощами
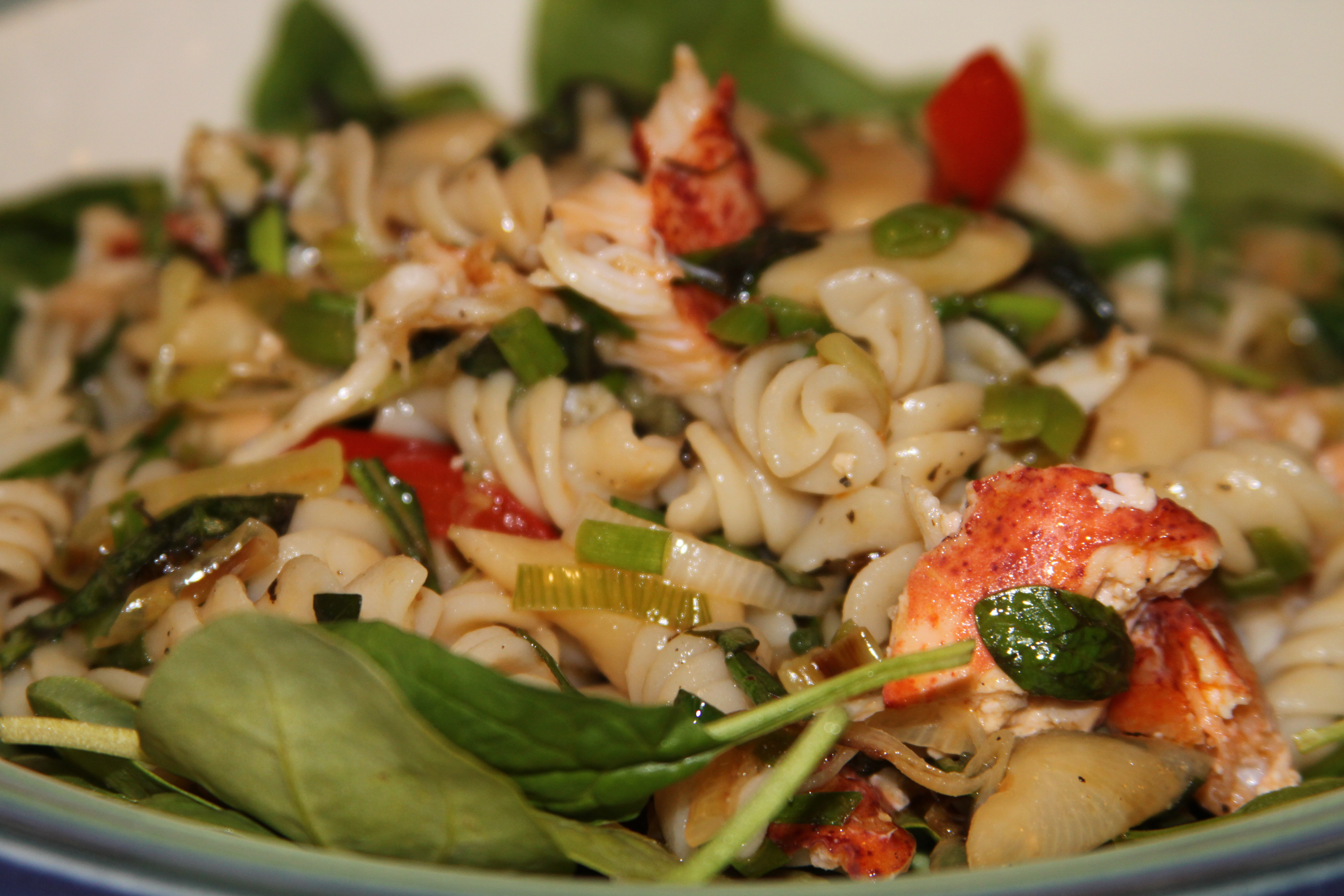
Макаронный салат с лобстером
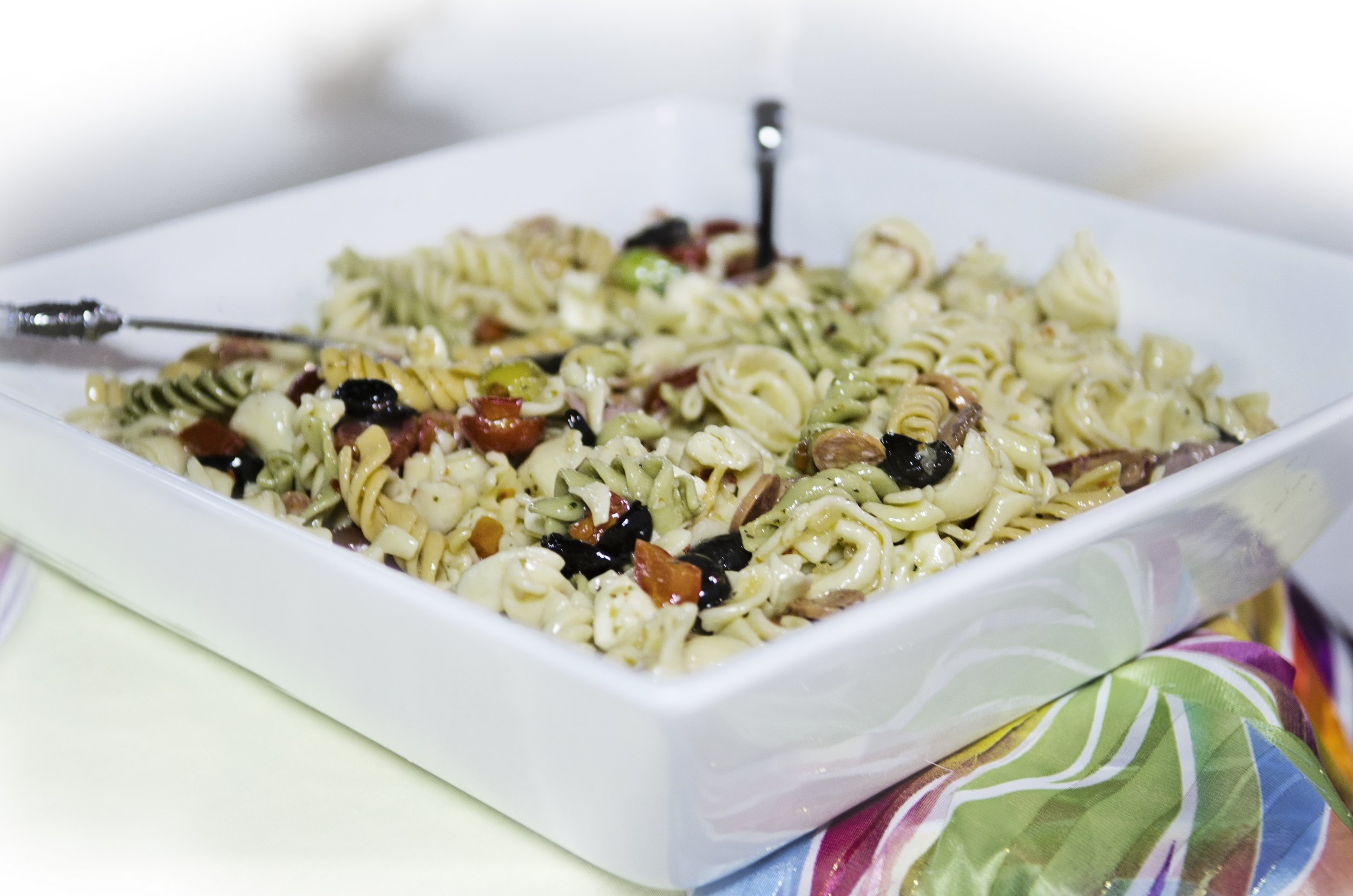
Макаронный салат с оливками на основе пасты фузилли
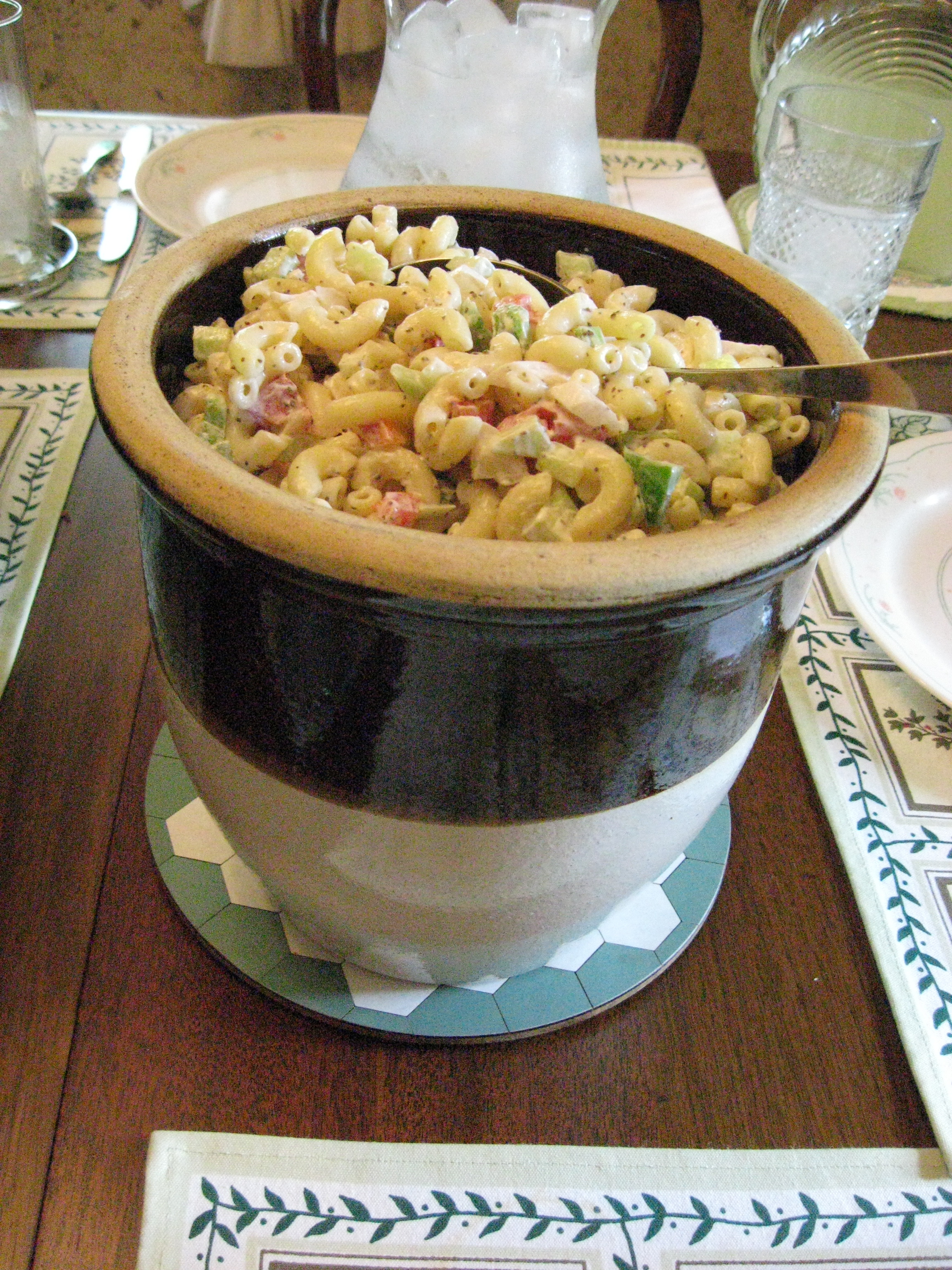
Макаронный салат, сервированный в городе Дайтон, штат Виргиния
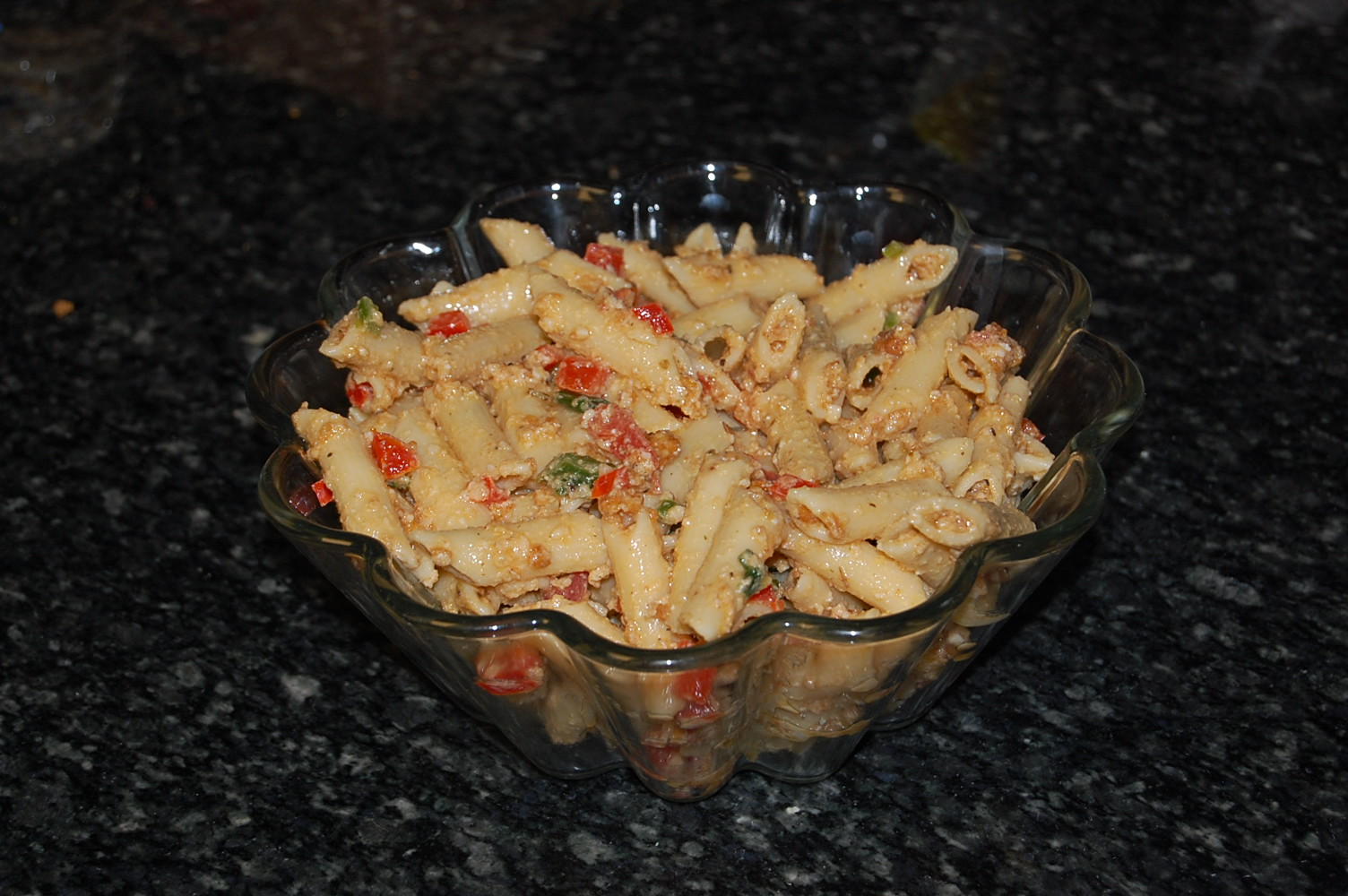
Макаронный салат в Новом Орлеане, штат Луизиана
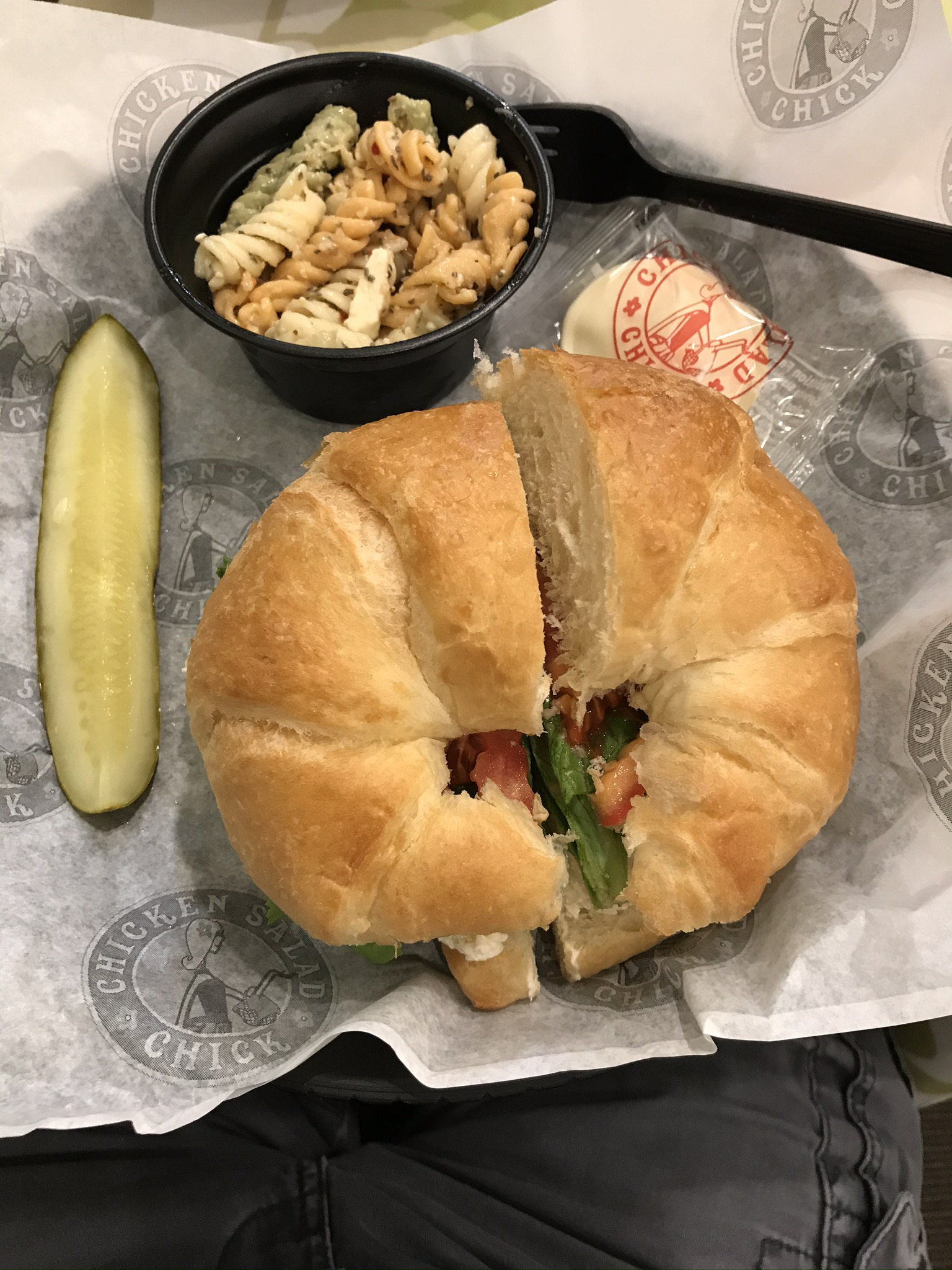
Макаронный салат в качестве закуски к круассану